# NGC 5620
NGC 5620 é uma galáxia elíptica (E-S0) localizada na direcção da constelação de Ursa Minor. Possui uma declinação de +69° 35' 43" e uma ascensão recta de 14 horas, 22 minutos e 40,5 segundos.
A galáxia NGC 5620 foi descoberta em 3 de Abril de 1785 por William Herschel.